# Joseph Max
Joseph Max (født 8. januar 1803 i Bürgstein, død 18. juni 1855 i Prag) var en böhmisk billedhugger, bror til Emanuel von Max, far til Gabriel von Max.
Ligesom broderen uddannedes han først på akademiet i Prag. Hans skulpturarbejder er mest af dekorativ natur: 25 allegoriske og historiske figurer til Franzmonumentet i Prag, figurer til Radetzkymonumentets fodstykke med mere.